# Franz Vranitzky
Franz Vranitzky (Viena, Àustria 1937) és un economista i polític austríac, que fou canceller d'Àustria entre els anys 1986 i 1997.

## Biografia
Va néixer el 4 d'octubre de 1937 a la ciutat de Viena. Va estudiar economia a la Universitat de Viena, on es diplomà el 1960, en la qual posteriorment realitzà el seu doctorat l'any 1969. Entre el 1976 i el 1984 fou director de diversos bancs, entre ells el Oesterreichische Nationalbank, el Banc Central de la República d'Àustria.

## Vida política
L'any 1984 el canceller Bruno Kreisky el nomenà Ministre de Finances, càrrec que ocupà fins al 1986. Membre del Partit Socialdemòcrata d'Àustria (SPÖ), en fou el seu cap entre el 1988 i el 1997.
Després de l'elecció de Kurt Waldheim com a president d'Àustria, el canceller Fred Sinowatz va dimitir i va proposar el mateix Vranitzky per esdevenir el seu successor, ascendint al càrrec el 6 de juny de 1986, realitzant un govern de coalició amb el moderat Norbert Steger, membre del Partit de la Llibertat d'Àustria (Freiheitliche Partei Österreichs, FPÖ). Però en la reunió del FPÖ realitzada el 13 de setembre de 1986 Nobert Steger perdé les eleccions internes del seu partit davant l'avanç del populista Jörg Haider, per la qual cosa Vranitzky va dissoldre el govern el 14 de setembre.
En les noves eleccions del 21 de gener de 1987 Vranitzky realitzà un nou govern de coalició amb el Partit Popular d'Àustria (ÖVP). Durant el seu govern, que s'allargà fins al 1997, Àustria aconseguí entrar a formar part de la Unió Europea però la seva política estrangera es veié malmesa per les revelacions del passat del president d'Àustria Kurt Waldheim, el qual havia servit com a oficial de l'exèrcit alemany durant la Segona Guerra Mundial. L'any 1995 fou guardonat amb el Premi Internacional Carlemany pels seus esforços en favor de la unitat europea.
Vranitzky renuncià al poder el 1997, sent succeït pel ministre de Finances Viktor Klima. He was succeeded in both positions by his minister of finance, Viktor Klima. Posteriorment va esdevenir observador internacional de l'Organització per a la Seguretat i la Cooperació a Europa (OSCE) a Albània.